# Valérie ou la semaine des merveilles
Valérie ou la semaine des merveilles (en tchèque : Valerie A Týden Divů) est un roman de dark fantasy d'horreur gothique surréaliste expérimental par Vítězslav Nezval et publié pour la première fois dix ans plus tard, en 1945. Ce roman d'avant-garde écrit en 1935 avant le changement dramatique de Nezval au réalisme socialiste. Il a été transformé en un film tchèque de 1970 réalisé par Jaromil Jireš, avec Jaroslava Schallerová dans le rôle de Valérie, et un exemple marquant du cinéma tchèque de la Nouvelle Vague.
Avec ce roman, Nezval a exploré les thèmes et les décors gothiques (en) de romans tels que Frankenstein ou le Prométhée moderne de Mary Shelley (1818) et Le Moine de M. G. Lewis (1796), ainsi que le film Nosferatu le vampire de F. W. Murnau (1922) ; basé sur le roman Dracula de 1897 par Bram Stoker. L'édition anglaisse de 2005 présente les illustrations de Kamil Lhoták (en) qui figuraient dans l'édition originale.
Dans l'intrigue, nous suivons l'héroïne Valérie qui, la semaine de son anniversaire lors du carnaval de sa ville, arrive dans un monde fantastique, surréaliste et terrifiant où, dans un rêve désorientant, elle est poursuivie par des vampires, des sorcières, des démons, des prêtres, des hommes et des femmes.

## Résumé
Nous rencontrons Valérie pour la première fois lorsqu'elle sort la nuit dans son jardin. Elle vit avec sa grand-mère, ses deux parents (lui est évêque, elle est religieuse) sont morts. Il réalise soudain que tout semble avoir changé. Il entend des voix de l'une d'elles suggérant qu'il lui a volé ses boucles d'oreilles.
Les deux qui parlent sont Orlik, un garçon de dix-sept ans, et un homme appelé, pour l'instant, Le Connétable, mais qui portera des noms variés tout au long du livre, allant de Richard au Putois. Son âge n'est pas certain, mais il a certainement plus de cent ans et prétend, à un moment donné, avoir cent quatre ans. Orlik semble être sous le contrôle de l'agent.
Tous deux joueront des rôles ambigus. Dans les premières heures de sa rencontre avec Orlik, elle le verra habillé avec ses vêtements, elle le verra également nu et, séparément, il la verra nue. Il peut être considéré comme son alter ego mais aussi comme un indicateur de sa nouvelle sexualité. Cependant, tout devient plus compliqué à mesure que nous obtenons un certain nombre de théories sur l’identité réelle de leurs parents respectifs. Une théorie soutient qu'ils sont frères ou au moins demi-frères et sœurs, mais cette théorie est rejetée et relancée plus d'une fois, car différentes personnes donnent des versions différentes. Oui, nous avons plusieurs narrateurs peu fiables.
Le policier est plus complexe. Sous une forme, il peut être considéré comme une figure semblable à un diable ou même une figure de Nosferatu. C'est aussi un vampire. Il aime certes le sang de poule (son régime alimentaire principal), mais il est possible qu'il aime aussi le sang humain. Mais il est aussi, dans une certaine mesure, un homme. Nous découvrirons qu'il y a quelques années, alors qu'elle était jeune et lui plus jeune, il a eu une liaison avec la grand-mère de Valérie qui l'a dévastée. Ici, nous apprenons un autre de ses noms, puisqu'elle l'appelle Richard. Il jouera également le rôle d'un missionnaire, prêchant aux filles leur virginité. Comment se fait-il qu'il y en ait parmi vous une qui, se disant vierge, soit une pécheresse, dont le ventre cède au contact d'une vulgaire main droite? Valérie le voit comme un putois. Orlik a peur de lui. Il peut accomplir des tâches bien plus difficiles que de tromper une bande de prêtres. De plus, il est allié avec toutes sortes de voleurs.
Il semble qu'il vivait autrefois dans la maison où vivent maintenant Valérie et sa grand-mère, Elsa, et il connaît toutes sortes de passages souterrains étranges et de chambres entre la maison et d'autres parties de la ville, qu'il traverse avec Valérie. Il montre même à Valérie une autre missionnaire qui séjourne quelques jours à la maison et avec qui la grand-mère aurait aussi eu une liaison dans sa jeunesse. Elle se donne une fessée devant le missionnaire (nommé Graciano) et est visiblement toujours attirée par lui. En fait, elle semble tellement amoureuse de lui qu'elle est prête à laisser la maison au shérif dans son testament en échange de son retour dans sa jeunesse pendant une semaine, ce qu'il peut apparemment faire. Dans le cadre du livre qui est certainement une moquerie de l'Église, Graciano agresse sexuellement Valérie ou, du moins, essaie de le faire.
En substance, on suit la situation de Valérie et ses problèmes avec une série de personnages dangereux : Richard/Le Connétable/Le Putois, sa grand-mère qui passe du statut de gentille vieille dame à celui d'une sorte de monstre, Graciano et même les citadins, qui considèrent qu'elle est une sorcière et il veut la brûler. Seul Orlik semble disposé à l'aider, et chacun apparaît dans l'histoire de l'autre à un moment clé pour sauver l'autre des mains de l'un des malfaiteurs, aidé, si nécessaire, par des potions magiques, etc. Nous essayons également de découvrir les origines de Valérie et Orlik, qui se compliquent à mesure que le livre avance, et la véritable identité de Richard/Le Connétable/Le Putois.
« Travaux ? Est-ce que tout cela n'est qu'un rêve ? » demande Valérie à la fin. Eh bien, peut-être oui, peut-être non. Au loin, un coup de tonnerre se fit entendre. Et avec ce tonnerre, la semaine des merveilles de Valérie a pris fin.

## Commentaires
Écrit en 1935, à l'apogée du surréalisme tchèque, mais publié seulement en 1945, Valérie Et La Semaine Des Merveilles est un étrange fantaisie érotique sur la maturation d'une jeune fille en femme la nuit de ses premières règles. Faisant référence au Le Moine de Matthew Lewis, à Justine Ou Les Malheurs De La Vertu du Marquis De Sade, à Máj de Karel Hynek Mácha et au film Nosferatu de F. W. Murnau, Nezval emploie le langage du roman pulp pour créer un rêve lyrique et menaçant d' éveil sexuel impliquant un vampire. avec un appétit insatiable pour le sang de poule, des changelings, des prêtres lascifs, une grand-mère malveillante qui souhaitait retrouver sa jeunesse perdue.
Dans son prologue, Nezval déclare : « J'ai écrit ce roman par amour pour la mystique de ces contes anciens, superstitions et romans, imprimés en écriture gothique, qui flottaient sous mes yeux et refusaient de me transmettre leur contenu. En partie conte de fées, en partie horreur gothique, Valérie Au Pays Des Merveilles est une méditation sur la jeunesse et l'âge, la sexualité et la mort, une fusion androgyne de frère et sœur, une exploration du grotesque avec des disques changeant de langue, d'ambiance et de genre qui étaient un marque de l'avant-garde tchèque. La version cinématographique de 1970 est considérée comme l'une des réalisations les plus remarquables du cinéma tchèque de la Nouvelle Vague". »
Dans le Twisted Spoon Press, il a dit : « Nous pouvons lire ce livre de plusieurs manières. Premièrement, c'est un roman gothique mais, deuxièmement, c'est un roman gothique écrit par un surréaliste, donc toutes sortes d'événements mystérieux se produisent, magiques et irréels. Troisièmement, il est clair qu'il s'agit, au moins en partie, d'une parodie du roman gothique traditionnel. En fait, si vous ne le prenez pas trop au sérieux, vous le trouverez très amusant à lire, notamment parce que. chaque fois que notre héros ou héroïne est en difficulté, on sait qu'il sera secouru par l'autre ou par une force mystérieuse. De plus, toute une série d'événements improbables se produisent.. »
Sur le site littéraire Goodreads, Harrison Wein a commenté : « Valérie Au Pays Des Merveilles est un conte de fées inquiétant qui mélange les éléments sombres et effrayants des romans gothiques comme Le Moine avec un surréalisme onirique. Il a été écrit par l'auteur tchécoslovaque Vítězslav Nezval en 1935 et est probablement mieux connu comme base du film tchèque de la Nouvelle Vague de 1970 réalisé par Jaromil Jireš. J'ai adoré le film atmosphérique et rêveur, alors je suis venu au roman pour lire le matériel source. »

## Adaptation
L'adaptation cinématographique de 1970, Valérie au pays des merveilles, réalisée par Jaromil Jireš, avec Jaroslava Schallerová dans le rôle de Valérie, est saluée comme l'une des œuvres les plus fantastiques du cinéma tchèque.